# Cosmochthonius sublanatus
Cosmochthonius sublanatus är en kvalsterart som beskrevs av Sandór Mahunka 1977. Cosmochthonius sublanatus ingår i släktet Cosmochthonius och familjen Cosmochthoniidae. Inga underarter finns listade i Catalogue of Life.